# Trochosodon ampulla
Trochosodon ampulla är en mossdjursart som först beskrevs av Maplestone 1909.  Trochosodon ampulla ingår i släktet Trochosodon och familjen Biporidae. Inga underarter finns listade i Catalogue of Life.